# Чужі (фільм)
«Чужі» (англ. Aliens) — військово-науково-фантастичний бойовик режисера Джеймса Кемерона. У стрічці знялися Сігурні Вівер, Майкл Бін, Ленс Генріксен, Керрі Генн, Білл Пекстон, Пол Райзер. Прем'єра фільму відбулася 18 липня 1986 року та зібрав 180 млн доларів в прокаті по всьому світі. Сиквел фільму Рідлі Скотта «Чужий», з серії Чужих, що вийшов на широкий екран у 1979 році. За словами багатьох критиків, фільм «Чужі» є еталоном у жанрі наукової фантастики.
Фільм було номіновано на 7 «Оскарів», включаючи номінацію «Найкраща актриса» для Сігурні Вівер. Фільм здобув премію «Оскар» за «Найкращий звуковий монтаж» та за «Найкращі візуальні ефекти». Стрічка отримала вісім нагород Сатурн («Найкращий науково-фантастичний фільм», «Найкраща жіноча роль» для Сігурні Вівер, «Найкраща чоловіча роль другого плану» для Біллі Пекстона, «Найкраща жіноча роль другого плану» для Дженетт Голдстін та «Найкраща режисура» та «Найкращий сценарій» для Камерона).
На 1 березня 2024 року фільм займав 69-ту позицію у списку 250 кращих фільмів за версією IMDb.

## Сюжет
Після того як Еллен Ріплі зуміла позбутися Чужого, вона занурилася в анабіоз на борту човника «Нарцис» в очікуванні порятунку. Її підбирає пошукова команда та, пробудивши, повідомляє, що Ріплі пробула в анабіозі 57 років. Її мучать нічні кошмари про Чужого, вона запевняє, що саме загроза від цієї істоти спонукала її знищити корабель «Ностромо». Але за відсутністю доказів їй не вірять. Компанія «Вейланд-Ютані», власниця корабля, звинувачує Ріплі в перевищенні посадових обов'язків і позбавляє ліцензії пілота і звання офіцера.
Невдовзі Ріплі дізнається, що планета LV-426, де екіпаж «Ностромо» зіткнувся з Чужим, тепер тераформується і там існує колонія «Надія Хадлі». На планеті не виявлено жодних форм життя, але незабаром до Ріплі приходить представник колоніальної піхоти зі звісткою, що зв'язок із колонією зник. Керівник компанії Картер Берк і лейтенант Горман пропонують Ріплі вирушити на планету як консультант, а за це обіцяють повернути їй звання офіцера. Ріплі відмовляється, але її нічні кошмари не минають і вона погоджується вирушити в «Надію Хайлі», здогадуючись, що з Чужим не покінчено.
Опинившись на борту військового корабля «Сулако», Ріплі намагається розповісти десантникам про Чужого, але їй не вірять. Після прибуття до Ахерона (нова назва LV-426) «Сулако» залишається на орбіті, а десантники спускаються на планету на човнику. Вони виявляють, що колонія безлюдна, всюди видно сліди боротьби. У лабораторії вони знаходять колби з «лицехватами», що судячи із записів, були зняті із жертв до того, як відклали в них ембріони Чужих.
Десантники фіксують на радарі рух і виявляють єдину вцілілу людину — виснажену та шоковану дівчинку Ребеку. Дівчинка перелякана і мовчить не відповідаючи на запитання. Невдовзі вона повідомляє Ріплі, що Ребекою її називав тільки її брат, а її справжнє ім’я — Ньют.
Десантники фіксують сигнали інших колоністів у підвалі коло ядерного реактора, що живить атмосферний процесор. Ріплі зауважує, що вогнепальна зброя може пошкодити систему охолодження реактора, що спричинить термоядерний вибух. Усі здають боєприпаси, але кулеметники Дрейк і Васкес, потай беруть запасні, а капрал Хікс — дробовик.
Доїхавши на БТР до реактора, озброєні вогнеметами десантники виявляють вулик Чужих і безліч трупів із розірваними грудними клітками. Одна жінка виявляється ще живою і просить вбити її. З її грудей виривається грудолом (наступна форма розвитку Чужого), і бійці змушені спалити їх обох із вогнеметів.
До реактора спускаються дорослі Чужі, вбиваючи багатьох десантників. Уцілілі відступають, і кулеметники, попри заборону, відкривають вогонь. Ріплі спостерігає за цим через монітор у БТР і вирушає на допомогу. Їй вдається забрати десантників та від'їхати на безпечну відстань.
Хікс лишився за головного, і він підтримує пропозицію Ріплі покинути планету й знищити колонію ядерним зарядом з орбіти. Берк заперечує, посилаючись на збитки від цього. За десантниками та Ріплі вирушає човник, але на його борт проникає Чужий, вбивши пілотів, і апарат розбивається. Ньют попереджає, що скоро ніч і Чужі вийдуть на полювання. Хікс вирішує окопатися в командному посту і чекати допомоги, яка прибуде за 17 днів.
Ріплі припускає, що стільки Чужих породжує якась небачена істота. Андроїд Бішоп, який прибув у складі десантників як учений, повідомляє, що система охолодження реактора пошкоджена і що він скоро вибухне. Бішоп вирушає до антени, щоб викликати другий човник із «Сулако». Перед цим Ріплі просить Бішопа знищити лицехватів у лабораторії, але Бішоп повідомляє, що Берк попросив зберегти їх і доставити на Землю. Ріплі знаходить записи, з яких дізнається, що саме Берк підмовив колоністів вирушити до знайденого раніше її екіпажем корабля, де їх заразили лицехвати.
Зранку Ріплі виявляє, що її автомат зник, двері заблоковані, а лицехватів випущено. Ріплі вдається запустити систему пожежної сигналізації, прибулі на сигнал десантники вбивають лицехватів.
Почувши від неї, що Берк хоче перевезти ембріони чудовиськ у тілах десантників, аби потім продати їх, десантники вирішують застрелити зрадника. Та в цей час нападають Чужі, Берк намагається втекти, але його вбиває один із Чужих. Ріплі з Ньют та вцілілими бійцями переховуються у вентиляційних шахтах. Десантники Горман і Васкес підривають себе гранатою, коли їх оточують чудовиська. Вибухова хвиля зачіпає і Ньют, скинувши її на нижні поверхи.
Хікс і Ріплі намагаються врятувати дівчинку, та її забирають Чужі, щоб віднести у вулик. Тим часом Бішоп викликає човник. Кислотна кров пораненого Чужого завдає Хіксу опіків, але Ріплі допомагає йому дійти до прибулого апарата. Вона наказує Бішопу летіти до атмосферного процесора, а сама озброюється і спускається у вулик. Вона знаходить дівчинку та потрапляє в зал Королеви Чужих, яка й відкладає яйця.
Ріплі спалює кладку яєць, розлютована Королева прикликає Чужих. Ріплі вдається підірвати гранатою мішок з іще не відкладеними яйцями на животі Королеви. Це затримує істоту. Ріплі з Ньют тікають, та Королева починає гонитву за ними. Човник через вибух застрягає в уламках, але Бішоп все ж забирає Ріплі з дівчинкою на борт і злітає. Перегрітий реактор вибухає, знищуючи колонію і всіх Чужих.
Коли Ріплі дякує Бішопу, андроїда пробиває хвостом Королева, що проникала на борт. Ріплі сідає у вантажний екзоскелет, в якому бореться з Королевою і врешті скидає істоту в шлюз, звідки викидає в космос. Пілотуючи «Сулако», Ріплі з Хіксом, Ньют і розірваним навпіл, проте робочим Бішопом вирушає на Землю.

## Акторський склад
| Актор            | Роль                   |
| ---------------- | ---------------------- |
| Сігурні Вівер    | Еллен Ріплі            |
| Ленс Генріксен   | Бішоп                  |
| Майкл Б'єн       | капрал Двейн Гікс      |
| Пол Райзер       | Картер Берк            |
| Керрі Генн       | Ребекка «Ньют» Джорден |
| Білл Пекстон     | Вільям Л. Хадсон       |
| Вільям Гоуп      | Горман                 |
| Рікко Росс       | Фрост                  |
| Елл Метьюс       | Ейпон                  |
| Дженетт Голдстін | Васкес                 |
| Марк Ролстон     | Дрейк                  |

## Виробництво
Фільм був знятий у жанрі бойовик, тоді як перший фільм серії «Чужий» знятий як фільм жахів. Після успіху фільму «Термінатор» у 1984 студія «20th Century Fox» довірила знімати сиквел саме Джеймсу Кемерону. Загальний бюджет картини склав приблизно 18 мільйонів доларів США. Фільмування проходили в Англії на закинутій фабриці під керівництвом «Pinewood Studios».
Касові збори картини тільки у США склали 86 мільйонів доларів, а міжнародна каса принесла картині загалом 131 мільйон доларів. Виконавиця головної ролі Сігурні Вівер, була номінована на премію «Оскар» за найкращу жіночу роль. «Чужі» здобув премію Оскар за найкращий звуковий монтаж та за найкращі спецефекти, вісім премій «Сатурн», включаючи премію за найкращий науково-фантастичний фільм, премію за найкращу жіночу роль (Сігурні Вівер) та премію за найкращу режисуру (Джеймс Кемерон).

## Сприйняття
«Чужі» часто вважаються одним із найвидатніших фільмів 1980-х і одним із найкращих науково-фантастичних фільмів. Британський інститут кіномистецтва назвав «Чужих» одним із 10 найвидатніших бойовиків. У 2011 році журнал «Empire» назвав його найкращим продовженням фільму всіх часів.
Рейтинг схвалення «Чужих» на агрегаторі Rotten Tomatoes складає 94% з середньою оцінкою 8,9/10. Критичний консенсус гласить: «Хоча «Чужий» був дивом повільно наростаючої атмосферної напруги, «Чужі» мають набагато більш вісцеральний вплив і, як правило, мають сильну гру Сігурні Вівер». Фільм має оцінку 84 зі 100 на Metacritic, що свідчить про «загальне визнання».
Американський інститут кіномистецтва присудив Еллен Ріплі 8-е місце серед найгероїчніших персонажів у своєму списку «100 років... 100 героїв та лиходіїв», і вона посіла 9-е місце у списку «100 найвидатніших кіноперсонажів» журналу «Empire» за 2006 рік.

## Цікаві факти
- Джеймс Ремар повинен був зіграти Гікса, проте через декілька днів після початку фільмувань його замінили на Майкла Біна. Офіційна причина — творче непорозуміння з режисером.
- Оператор Дік Буш залишив проєкт також через творчі непорозуміння з режисером та продюсером стрічки.
- Декорації гнізда Чужих були збережені після знімання фільму. Згодом вони були використані як декорації заводу «Axis Chemicals» у фільмі «Бетмен».
- Сценарна заявка на фільм була закінчена 21 вересня 1983 та мала назву «Чужий 2». Ось декілька відмінностей та фінальним фільмом:

1. Персонажа Картера Берка не було у фільмі, всі його діалоги були віданні доктору О'Нілу, який не полетів разом із Ріплі та Морськими піхотинцями на планету LV-426.
2. Після знаходження у відкритому космосі Ріплі була відправлена не на станцію «Gateway Station», а на «Навколоземну станцію Бета» («Earth Station Beta»).
3. Планета колоністів називалась «Ахерон», замість LV-426. Дана назва була взята зі сценарію фільму «Чужий».
4. Дочка Ріплі була живою. У сценарній заявці навіть була присутня сцена, де Ріплі розмовляє з дочкою по відеоконференції. Дочка звинувачує Ріплі, що вона покинула її та полетіла у космос.
5. На планеті колоністів було декілька атмосферних установок.
6. По ходу фільму із Ріплі, Ньют, та Гікса роблять кокони.
7. Чужі, які робили із людей кокони, — іншої породи. Вони виглядали як зменшені копії-альбіноси воїнів.
8. Бішоп відмовляється посадити шатл та забрати Ріплі, Ньют, та Гікса, мотивуючи це тим, що ризик зараження інших планет надто високий. Ріплі використовує шатл колоністів та долітає на ньому до Сулако. Коли вони зустрічаються на Сулако, Бішоп каже їм «ти мала рацію щодо мене».
9. Прототипами зброї стрічки були реальні зразки озброєння, як-то «Апачі», MG-42, MP5 тощо, більша частина якого застосовувалась під час війни у В'єтнамі[12].

- В Україні, премʼєра відбулася 12 жовтня 1997 року на каналі 1+1  з двоголосим закадровим озвученням.